# REFA-Methodenlehre
Unter der REFA-Methodenlehre versteht man im Arbeitsstudium, in der Arbeitswissenschaft und in der Wirtschaft die Entwicklung und Anwendung von Methoden zur Optimierung der Arbeitsorganisation in Unternehmen und Behörden.

## Allgemeines
Der REFA (ursprünglich für: Reichsausschuß für Arbeitszeitermittlung) untersucht im Rahmen ihrer Methodenlehre ausschließlich Industriebetriebe, die durch eine hohe Arbeitsteilung gekennzeichnet sind und eine hohe Fertigungstiefe aufweisen. Im Mittelpunkt stehen dort der Arbeiter und die von ihm zu erfüllenden Arbeitsaufgaben. Die Untersuchungsergebnisse der REFA sind in einem umfangreichen Kompendium zusammengefasst und haben Eingang in die Industriebetriebslehre gefunden. Darüber hinaus können viele Methoden auch in der Verwaltung verwendet werden.

## Methoden
Im Kern besteht die REFA-Methodenlehre aus den Datenerfassungsmethoden (zum Beispiel Zeitstudien, Multimomentaufnahmen, Selbstaufschreibungen), den damit verbundenen gestalterischen Methoden der Arbeitsgestaltung und Arbeitssystemplanung, welche wiederum auf den deskriptiven Modellen der Arbeitsanalytik beruhen. Um diese prozessorientierten Methoden gruppierten sich bald auch Steuerungsmethoden (englisch Controlling) und weitere Organisationsmethoden.
Eine wichtige Grundlage ist das Arbeitsstudium, mit dessen Hilfe die Arbeitsleistung in einzelne Arbeitsschritte des Arbeitsablaufs zerlegt wird und eine Ablauffolge ergeben. Es erfolgt eine genaue Zeitmessung der während der Arbeitszeit durch verschiedene Ereignisse auftretenden Störungen der Ablaufabschnitte, die zu größeren Durchlaufzeiten führen und damit zusätzliche Kosten verursachen. Die REFA-Methodenlehre kennt deshalb viele Zeitbegriffe, zu denen unter anderem auch die Bearbeitungszeit (oder Hauptzeit, Tätigkeitszeit) und Zwischenzeit (einschließlich Wartezeit) gehören; aus Bearbeitungs- und Zwischenzeit zusammen ergibt sich die Grundzeit. Im Fokus stehen ferner Erholungszeiten, Rüstzeiten, Ruhezeiten oder Zykluszeiten, die durch eine die Schwachstellen minimierende Ablaufplanung optimiert werden können. 
So wird beispielsweise die Auftragszeit {\displaystyle T} für die Lohnermittlung, Bestimmung der Lieferzeit und Preiskalkulation benötigt und besteht aus der Rüstzeit {\displaystyle t_{r}} und der Ausführungszeit {\displaystyle t_{a}}:
{\displaystyle T=t_{r}+t_{a}}.
Ziel ist eine Senkung der Auftragszeit sowohl durch geringere Rüst- als auch durch verringerte Ausführungszeiten.

## Wirtschaftliche Aspekte
Hauptziel der REFA-Methodenlehre ist die Erforschung des Arbeitsprozesses in der Produktionswirtschaft, bezogen auf den Arbeiter, die Betriebs- und Produktionsmittel und die Werkstoffe. Beim Arbeiter interessiert vor allem die während der Arbeitszeit erbrachte Arbeitsleistung, beim Betriebsmittel dessen möglichst optimale Nutzungszeit und beim Werkstoff eine zügige Durchlaufzeit. Dabei konzentrieren sich die Methoden auf die Arbeitsgestaltung, Betriebsorganisation und Unternehmensentwicklung. Durch Anwendung der REFA-Methoden können sich Kostensenkungen ergeben, die das Unternehmensziel der Gewinnmaximierung erfüllen helfen.
Das durch den REFA-Verband veröffentlichte Methodenbündel überschneidet sich in großen Bereichen mit dem englisch Industrial Engineering und der Betriebswirtschaftslehre. REFA selbst grenzt die Methodenlehre vom „Industrial Engineering“ dahingehend ab, dass dieses einen längerfristigen Schwerpunkt und eine höhere Komplexität betrachtet. Die Abgrenzung zur Betriebswirtschaftslehre wird ähnlich getroffen, so dass REFA beispielsweise einfache Kalkulationsmethoden lehrt, aber die Kostenrechnung wenig detailliert ausführt. Damit findet sich die REFA-Methodenlehre als Vermittler zwischen den produzierenden Bereichen von Unternehmen und dem Management.